# 修武県
修武県（しゅうぶ-けん）は中華人民共和国河南省焦作市に位置する県。
周の時、武王が兵を練った為、この名が付いた。

## 行政区画
- 鎮:城関鎮、七賢鎮、郇封鎮、周荘鎮、雲台山鎮
- 郷:王屯郷、五里源郷、西村郷

1. ↑  “修武县概况” (中国語).   修武県人民政府. 2025年8月17日閲覧。
2. ↑  “焦作统计年鉴2023” (中国語).   焦作市統計局. 2025年8月17日閲覧。